# Terremoto dell'Ecuador del 1987
Due terremoti colpirono l'Ecuador il 5 marzo del 1987 a distanza di poche ore uno dall'altro. Il primo sisma avvenne alle 20:54 ora locale e fu di magnitudo 6,7 della scala Richter con epicentro a 25 km a nord del vulcano Reventador, circa 100 km a nord-est di Quito, nella Provincia del Napo. La seconda scossa, alle 23:10 della stessa sera, raggiunse l'intensità di 6,9 Mw. Il numero delle vittime fu di 1 000 morti circa, mentre i danni materiali si aggirarono attorno al miliardo di dollari. La maggior parte delle perdite umane e dei danni materiali non fu causato direttamente dalle scosse, ma dalle successive frane dalle montagne circostanti che seppellirono interi villaggi.
L'epicentro è stato vicino al vulcano Reventador in una zona caratterizzata da versanti ripidi, particolarmente umidi a causa delle forti piogge del febbraio 1987. Mentre i terremoti fecero direttamente pochi danni, ì pendii indeboliti delle montagne vicine all'epicentro cedettero e diverse frane di fango e rocce sommersero diversi centri abitati.
L'infrastruttura più importante danneggiata dai terremoti, che causò un serio danno all'economia del paese, fu un oleodotto della lunghezza di 70 chilometri, la cui riparazione costò 5 mesi di lavori.